# Hilarimorpha obscura
Hilarimorpha obscura är en tvåvingeart som beskrevs av Jacques-Marie-Frangile Bigot 1887. Hilarimorpha obscura ingår i släktet Hilarimorpha och familjen Hilarimorphidae.
Artens utbredningsområde är Kalifornien. Inga underarter finns listade i Catalogue of Life.